# Wahlkreis Rom – Municipio I
Der Wahlkreis Rom – Municipio I ist seit 2020 ein Wahlkreis (italienisch collegio elettorale) für die Wahl der Abgeordnetenkammer.

## Wahlkreisgebiet
| Wahlkreise – Camera dei deputati – Latium | Wahlkreise – Camera dei deputati – Latium | Wahlkreise – Camera dei deputati – Latium |
| Provinz                                   | Provinz                                   | Gemeinden nach Provinzen ⮞ Wahlkreis |
| ----------------------------------------- | ----------------------------------------- | --- |
|                                           | Metropolitanstadt Rom (121 Gemeinden)     | ↳ Latium 1: Teil Roms ⮞ Wahlkreis Rom – Municipio I Teil Roms ⮞ Wahlkreis Rom – Municipio III Teil Roms ⮞ Wahlkreis Rom – Municipio V 1 + Teil Roms ⮞ Wahlkreis Rom – Municipio VII 1 + Teil Roms ⮞ Wahlkreis Rom – Municipio X 1 + Teil Roms ⮞ Wahlkreis Rom – Municipio XI Teil Roms ⮞ Wahlkreis Rom – Municipio XIV 63 ⮞ Wahlkreis Guidonia Montecelio 18 ⮞ Wahlkreis Velletri ↳ Latium 2: 30 ⮞ Wahlkreis Rieti 6 ⮞ Wahlkreis Viterbo |
|                                           | Provinz Frosinone (91 Gemeinden)          | 60 ⮞ Wahlkreis Frosinone 31 ⮞ Wahlkreis Terracina |
|                                           | Provinz Latina (33 Gemeinden)             | 17 ⮞ Wahlkreis Latina 16 ⮞ Wahlkreis Terracina |
|                                           | Provinz Rieti (73 Gemeinden)              | alle ⮞ Wahlkreis Rieti |
|                                           | Provinz Viterbo (60 Gemeinden)            | 48 ⮞ Wahlkreis Viterbo 12 ⮞ Wahlkreis Rieti |

Der Wahlkreis umfasst den Teil der Gemeinde Rom, der aus den folgenden Stadtbezirken (municipi) besteht: Municipio I; Municipio II; der Teil des Municipio VIII, der den Stadtgliederungen (zone urbanistiche) Ostiense, Valco San Paolo und Garbatella entspricht.

## Wahlergebnisse

### Parlamentswahl 2022
| Kandidaten                          | Kandidaten             | Stimmen | %    | Listen                                                  | Stimmen | %    |
| ----------------------------------- | ---------------------- | ------- | ---- | ------------------------------------------------------- | ------- | ---- |
|                                     | Paolo Cianigewählt     | 74.391  | 38,5 | Partito Democratico – Italia Democratica e Progressista | 51.899  | 26,9 |
| Alleanza Verdi e Sinistra           | Paolo Cianigewählt     | 74.391  | 38,5 | 11.507                                                  | 6,0     |      |
| +Europa                             | Paolo Cianigewählt     | 74.391  | 38,5 | 10.011                                                  | 5,2     |      |
| Impegno Civico – Centro Democratico | Paolo Cianigewählt     | 74.391  | 38,5 | 974                                                     | 0,5     |      |
|                                     | Maria Spena            | 59.260  | 30,7 | Fratelli d’Italia                                       | 44.213  | 22,9 |
| Forza Italia                        | Maria Spena            | 59.260  | 30,7 | 7.410                                                   | 3,8     |      |
| Lega per Salvini Premier            | Maria Spena            | 59.260  | 30,7 | 6.033                                                   | 3,1     |      |
| Noi Moderati                        | Maria Spena            | 59.260  | 30,7 | 1.604                                                   | 0,8     |      |
|                                     | Elena Bonetti          | 32.256  | 16,7 | Azione – Italia Viva                                    | 32.256  | 16,7 |
|                                     | Livio De Santoli       | 17.398  | 9,0  | Movimento 5 Stelle                                      | 17.398  | 9,0  |
|                                     | Elisabetta Canitano    | 4.335   | 2,2  | Unione Popolare                                         | 4.335   | 2,2  |
|                                     | Giovanni Frajese       | 2.175   | 1,1  | Italexit per l’Italia                                   | 2.175   | 1,1  |
|                                     | Fabio Massimo Vernillo | 2.079   | 1,1  | Italia Sovrana e Popolare                               | 2.079   | 1,1  |
|                                     | Maria Carsana          | 721     | 0,4  | Vita                                                    | 721     | 0,4  |
|                                     | Simone Di Stefano      | 263     | 0,1  | Alternativa per l’Italia (PdF – Exit)                   | 263     | 0,1  |
|                                     | Giuseppe Cirillo       | 127     | 0,1  | Partito della Follia Creativa                           | 127     | 0,1  |
| Gesamt                              | Gesamt                 | 193.005 | 100  |                                                         | 193.005 | 100  |
|                                     |                        |         |      |                                                         |         |      |
| Ungültige Stimmen                   | Ungültige Stimmen      | 3.501   | 1,8  |                                                         |         |      |
| Wähler                              | Wähler                 | 196.506 | 70,5 |                                                         |         |      |
| Wahlberechtigte                     | Wahlberechtigte        | 278.695 |      |                                                         |         |      |
|                                     |                        |         |      |                                                         |         |      |
| Quelle: Innenministerium            |                        |         |      |                                                         |         |      |